# Der Weg, der zum Himmel führt
Der Weg, der zum Himmel führt (Originaltitel: Subida al cielo) ist ein mexikanischer Film von Luis Buñuel aus dem Jahr 1951. Er wurde auf den
Filmfestspielen in Cannes 1952 aufgeführt.

## Handlung
Ähnlich wie der zwei Jahre später unter der Regie von Buñuel entstandene Film Die Illusion fährt mit der Straßenbahn eine Straßenbahnfahrt zum Mittelpunkt hat, handelt dieser Film im Wesentlichen von einer Busfahrt. 
Als Olivieros Mutter im Sterben liegt, will diese noch schnell ein Testament verfassen, damit der jüngste Sohn seinen Anteil bekommt und nicht die beiden älteren Brüder alles vereinnahmen. Weil seine Mutter zu schwach für eine Reise ist, soll Oliviero einen Notar aus der Stadt zu ihr bringen. Deshalb nimmt er den Bus, dessen Fahrt durch unvorhergesehene Ereignisse jedoch ständig unterbrochen wird. Diese Unterbrechungen betreffen alle Aspekte des Lebens; eine Geburt ebenso wie eine Beerdigung und eine Panne, als der Bus in einen Fluss fährt und liegen bleibt. Die für Olivierio angenehmste Begleiterscheinung auf dieser Reise ist die verführerische Raquel. Am Ende kehrt Oliviero ohne den Notar zu seiner inzwischen verstorbenen Mutter zurück, kann mittels einem Fingerabdruck unter das von ihr gewünschte Testament aber noch seinen Erbanteil sichern.

## Kritik
„Eine Reise durch das Leben, von der Geburt bis zum Tod. Fixpunkte sind die erste Liebe, sexuelle Begierde, Politik, Liebe in der Ehe, Betrug und Verantwortung.“